# Epistomiidae
Epistomiidae zijn een familie van mosdiertjes uit de orde Cheilostomatida en de klasse Gymnolaemata.

## Geslachten
- Epistomia Fleming, 1828
- Synnotum Pieper, 1881